# Mosquée Bayrakli (Lárissa)
La mosquée Bayrakli (grec moderne : Μπαϊρακλί Τζαμί; turc : Bayraklı Camii, « Mosquée du porte-étendard ») est une mosquée historique située à Lárissa, en Grèce.
La mosquée est située au centre de la ville, au croisement des rues Papafléssa et Óssis. Sa maçonnerie en pierre de taille entourée de briques la date du XVe/XVIe siècle, contemporaine du marché du bedesten. Cependant, certains experts estiment que sa construction est antérieure, possiblement entre 1380 et 1420, faisant de l'édifice l'un des plus anciens de Grèce. Révélés en 1997 par un incendie, seuls deux murs de la salle intérieure subsistent, incorporés dans une structure moderne,.
La mosquée devrait son nom au fait que son imam avait l'habitude de hisser un drapeau (turc : bayrak) pour donner le signal aux autres mosquées de commencer l'appel à la prière des fidèles.